# 天台德韶
天台德韶（891年—972年），俗姓陳，處州（今浙江省麗水市）龍泉人，十七歲於本州龍歸寺出家，十八歲至信州（今江西省上饒市信州區）開元寺受具足戒。
後唐同光年間(923-926)，德韶遊方行腳至安徽舒州(治所在今潛山縣)投子山，禮謁於投子大同禪師，接著又禮謁龍牙居遁禪師。爾後到臨川(今江西撫州)禮謁法眼禪師(清涼文益)。法嗣於法眼宗清涼文益禪師。德韶國師示寂於開寶五年(972)六月，春秋八十二歲。

## 師承
- 清涼文益

## 弟子
- 永明延壽 [3]

## 公案軼事
德韶於離開清涼文益之後，便回到了浙江，禪師日遊天台山之時，目睹了智者大師(智顗)之遺蹤，卻如恍若舊居一般；由是德韶禪師與智者大師同姓，故時人皆稱謂他是智者大師的後身。於此德韶禪師便留在天臺山弘揚佛法，世人稱之「天臺德韶」。

## 外部連結
- 天台德韶國師 風動幡動
- 天台德韶与天台宗 （页面存档备份，存于）
- 法眼文益的禪教思想 （页面存档备份，存于）